# Gaetano D'Alessandro

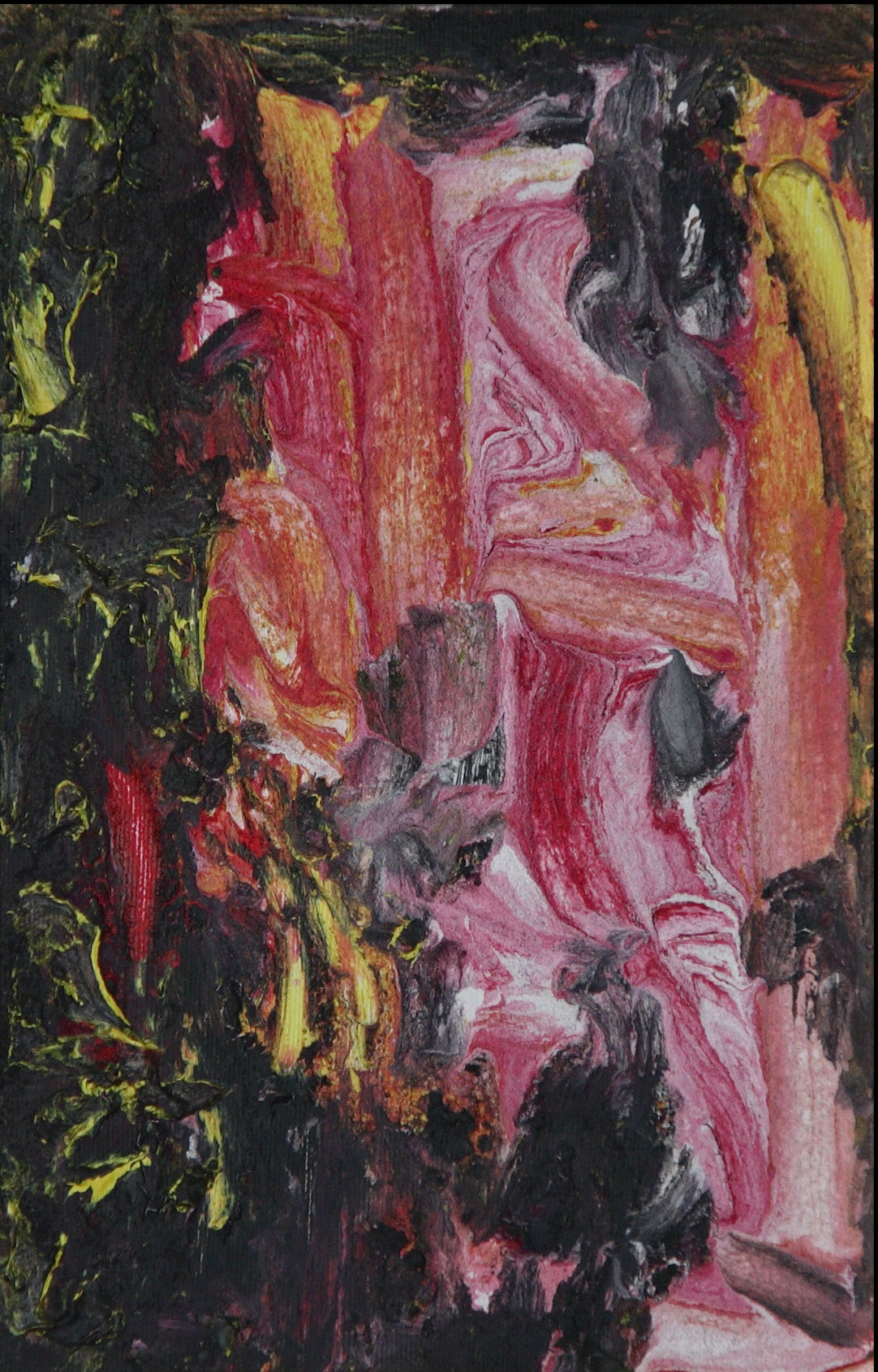
Il corallo della vita par Gaetano D'Alessandro (2006)

Gaetano D'Alessandro   (né le 19 octobre 1952 à Catane en Sicile) est un peintre italien contemporain d'art abstrait de la fin du XXe siècle et du début du XXIe siècle.

## Biographie
Né à Catane en 1952,  Gaetano D'Alessandro est actif dans sa ville natale.
Ingénieur de formation, ses études sur les phénomènes optiques influencent son art.
Il a participé à d'importantes expositions personnelles à Catane, Madrid et Paris, ainsi que collectives (Taormine, Catane, Tremestieri Etneo). 
C'est le théoricien de l'Expressionnisme de la raisonqu'il résume ainsi :
« Je m'approche de la peinture comme le scientifique face à une expérience. En effet, la peinture elle-même est une science puisqu'elle se fonde sur la physique optique. Chaque couleur a une radiation avec une longueur d'onde bien définie, par conséquent l'effet de la composition picturale est la combinaison de ces radiations qui frappent l'œil et excitent l'esprit.
La technique picturale exploite les lois de la lumière: l'absorption, la réflexion et, surtout, la diffraction. C'est pour cela que la peinture matiériste tire le plus grand avantage des phénomènes physiques qui concernent la lumière. 
La peinture donc, y compris celle où prévaut le geste ( informelle ou abstraite ), n'est pas produite par l'inconscient, mais par des choix mesurés et équilibrés. Elle est le fruit d'une sélection consciente des couleurs, du fond, de la pâte afin de créer une composition qui est le résultat visuel de la carte mentale. » 
Ses débuts en peinture, dans les années 1990, sont représentés par des œuvres de genre figuratif, souvent influencées par le style de Pablo Picasso, un artiste qu'il a toujours admiré et étudié. L'exposition "Exercices de style" faite à Catane en 2009 témoigne de cette appréciation et réinterprète le trait de l'artiste espagnol par des géométries de corps hors du temps et hors de l'espace. On lit dans le communiqué de presse de l'exposition  :" La figure. Elle seulement. Isolée, statique, presque toujours au féminin. Assise, allongée ou endormie, énigmatique, rêveuse ou provocante.“ Masque ” aux contours tantôt souples tantôt tranchants, la figure est ici déclinée toujours de manière nouvelle et présentée comme variation d'un même thème, d'une même symphonie de couleurs à nulle autre seconde".
Dans les premières années du second millénaire, l'art de D'Alessandro commence à s'affranchir des schémas traditionnels et, après une phase de transition qui le rapproche de la peinture informelle, il évolue définitivement vers l'art abstrait.
L'été 2006 marque un tournant dans la vie de l'artiste. En vacances avec sa femme, à Madrid, il visite une exposition à l'Institut Italien de Culture. Il contacte les dirigeants de ce siège prestigieux qui apprécient ses œuvres et donnent leur approbation à l'exposition personnelle Expressionnisme de la Raison qui a lieu pendant la 6e semaine de la Langue Italienne dans le monde. C'est ainsi que commence sa carrière de peintre international.
L'année 2009 voit entre autres sa participation à la I Biennale Internationale d'Art de Chianciano et à la VII Biennale Internationale d'Art de Florence.
Remarqué par le Comité Organisateur du Musée de Chianciano Terme, il est sélectionné pour la Biennale de Londres en février 2010 auprès de la Gagliardi Gallery.
Une importante exposition au titre suggestif, “Expressionnisme de la raison-Ame nue”, est organisée du 10 au 24 septembre 2011 au Musée Emilio Greco, dans le vieux Catane.
Le directeur du magazine Tribeart et critique d'art Giacomo Alessandro Fangano écrit dans le catalogue de l'exposition:« Les 22 œuvres en exposition sont les notes de voyage dans un endroit qui est au-delà de l'espace et dans un instant qui est hors du temps. La force de la matière et la légèreté de la lumière sont les vrais sujets représentés ».

## Œuvres
- La meditazione, 1990
- Donna che pensa, 1990
- Nudo con caraffa, 1990
- Il grido 1990
- Double face, 1991
- Donna con cappellino rosso, 1991
- Nudo, 1992
- Donna con basco,1992
- L'idea,1992
- Donna con cappello giallo, 1992
- La lettura,1993
- Gli amanti, 1993
- La lettera, 1993
- Donna allo specchio, 1993
- Le amiche, 1993
- Fanciulla dai capelli verdi, 1993
- La donna, il fiore e la chiocciola, 1993
- Donna con mantella verde 1993
- Il sonno, 1994
- Il clown, 1994
- La grande fenêtre 1997
- La casa sul lago 1998
- Nudo sdraiato, 1999
- Paesaggio con albero 1999
- Nudo orante, 1999
- Peintre dans son atelier, 1999
- La femme tortue 1999
- Le sauvage 1999
- La femme cheval 1999
- L'indien 1999
- Composizione 2000
- Natura morta con pesci 2000
- Case con montagna rosa 2000
- Fiori 2000
- Vaso con fiori su tavolo rosa 2000
- Natura morta 2000
- Figura 2000
- Paesaggio di montagna con sole giallo 2000
- Solitudine 2000
- Gli innamorati 2000
- Natura morta 2002
- Case, 2002
- Il palazzo rosso, 2002
- Case à Roubaix, 2002
- Marina, 2002
- Venezia- La Salute, 2002
- Altura, 2002
- Venezia, 2002
- Discesa libera 2002
- Il ponte, 2003
- Colline e covoni, 2003
- Oceano-mare, 2003
- Case e alberi 1 2003
- Case e alberi 2 2003
- Laguna, 2003
- Spiaggia, 2003
- Eremo, 2003
- Case con colline gialle, 2003
- Paesaggio silente, 2003
- Miraggio 2004
- Eldorado, 2004
- Eden, 2004
- En plein air, 2004
- Utopia, 2004
- Dentro di me, 2004
- Alato, 2005
- Stile libero, 2005
- Cittadella, 2005
- Mediterraneo, 2005
- Acropoli, 2005
- Etang de Vaccarès, 2005
- Paesaggio con sole rosa, 2005
- Elevazione, 2005
- Estate a Fontvieille, 2005
- Siesta, 2005
- Le ali della memoria, 2005
- Lacrime di stelle, 2005
- Lunablu, 2005
- D'autunno, 2005
- La vita sognata, 2005
- Rapsodia verde, 2005
- Contrasti, 2005
- Oltre la siepe, 2005
- Estivales, 2005
- Microcosmo, 2005
- Metamorfosi, 2005
- Terra promessa, 2005
- Oasi, 2005
- La vita anteriore, 2005
- Il giardino delle fate, 2005
- Etere, 2005
- Le intermittenze del cuore, 2005
- Sogno di primavera 2005
- Paesaggio raddusano 2005
- Madrid en verano, 2006
- Divagazioni, 2006
- Là tutto è ordine e bellezza..., 2006
- E' l'alba..., 2006
- Il mare non ha arance..., 2006
- Primavera fiorita..., 2006
- La stella ha pianto rosa..., 2006
- La bellezza del giorno..., 2006

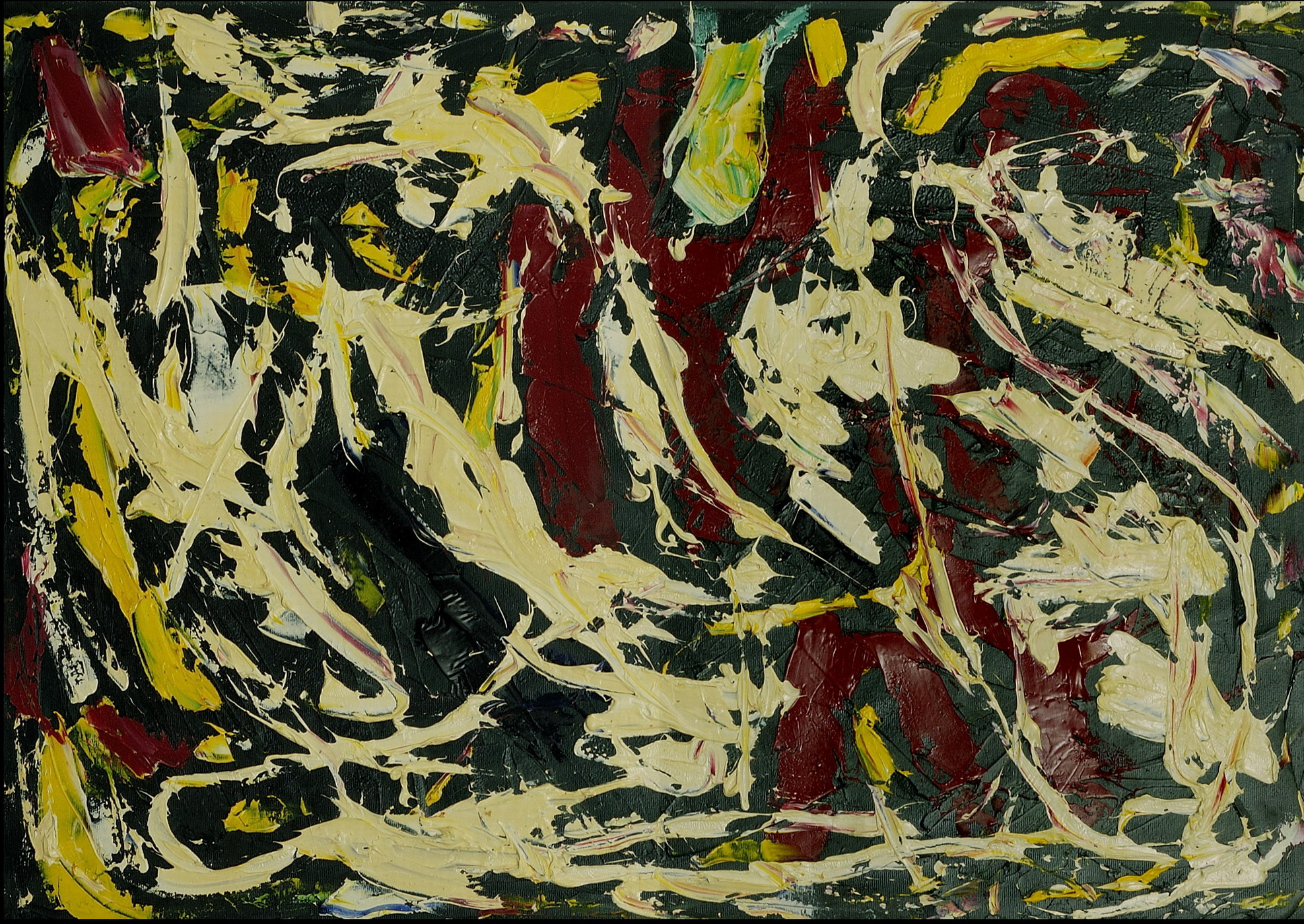
"Quali colombe dal disio chiamate..." par Gaetano D'Alessandro

- "Quali colombe dal disio chiamate..." par Gaetano D'Alessandro" Quali colombe dal disio chiamate...," 2006
- Il sudore scorre..., 2006
- E qua e là..., 2006
- C'è un'altra solitudine..., 2006
- Non avessi mai visto..., 2006
- Odio e amo..., 2006
- Quando esce la luna..., 2006
- Il corallo della vita..., 2006
- Per una ghirlandetta..., 2006
- Mi nascondo dentro il ..., 2006
- Crepuscoli bianchi..., 2006
- Oggi sento nel cuore..., 2006
- Udir con gli occhi..., 2006
- ...udir con gli occhi è finezza d'amore...par Gaetano D'Alessandro

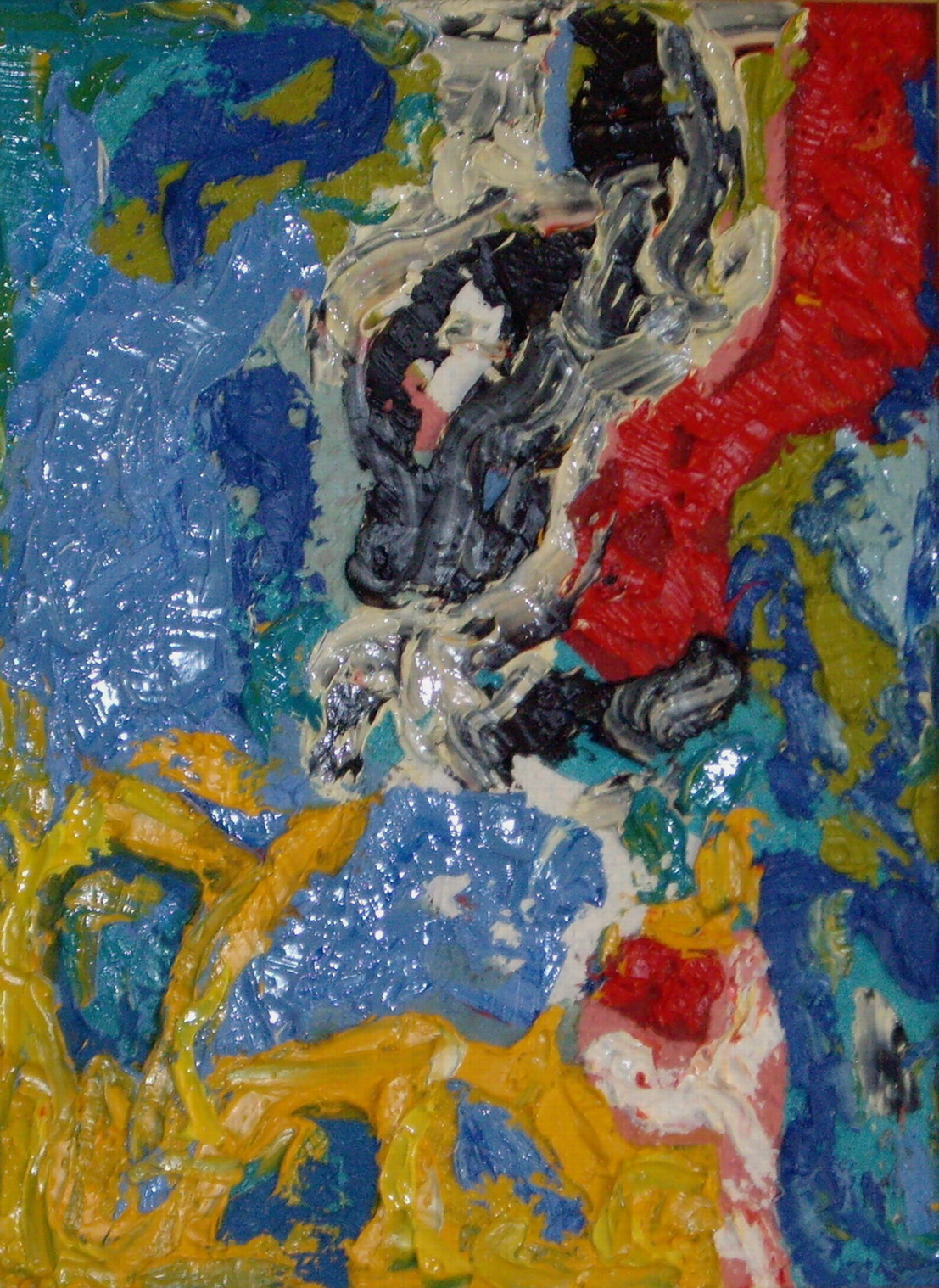
Tropico del Cancro par Gaetano D'Alessandro

- Era felice con un verde..., 2006
- Notturno, 2006
- Sirtaki, 2006
- Romanza senza parole, 2006
- Genesi, 2006
- Caleidoscopio, 2006
- Aforisma, 2006
- Soli segreti, 2006
- Solaris, 2006
- Selenia, 2006
- Kirie, 2006
- Tra i campi, 2006
- Hollywood, 2006
- Alchimia, 2006
- Fondale, 2006
- Teorema, 2007
- Caos calmo, 2007
- Cuore vivo, 2007
- Uri, 2007
- Miserere, 2007
- Surah, 2007
- Vivendi, 2007
- Canto di primavera, 2007
- Ragtime, 2007
- Maieutica, 2007
- Sirio, 2007
- Au quotidien, 2007
- Itaca, 2007
- Entropia, 2007
- Rinascita, 2007
- Sinfonia pastorale, 2007
- Nirvana, 2007
- Anni verdi, 2008
- La prima stella, 2008

...udir con gli occhi è finezza d'amore...par Gaetano D'Alessandro

- Tropico del Cancro, 2008Tropico del Cancro par Gaetano D'Alessandro

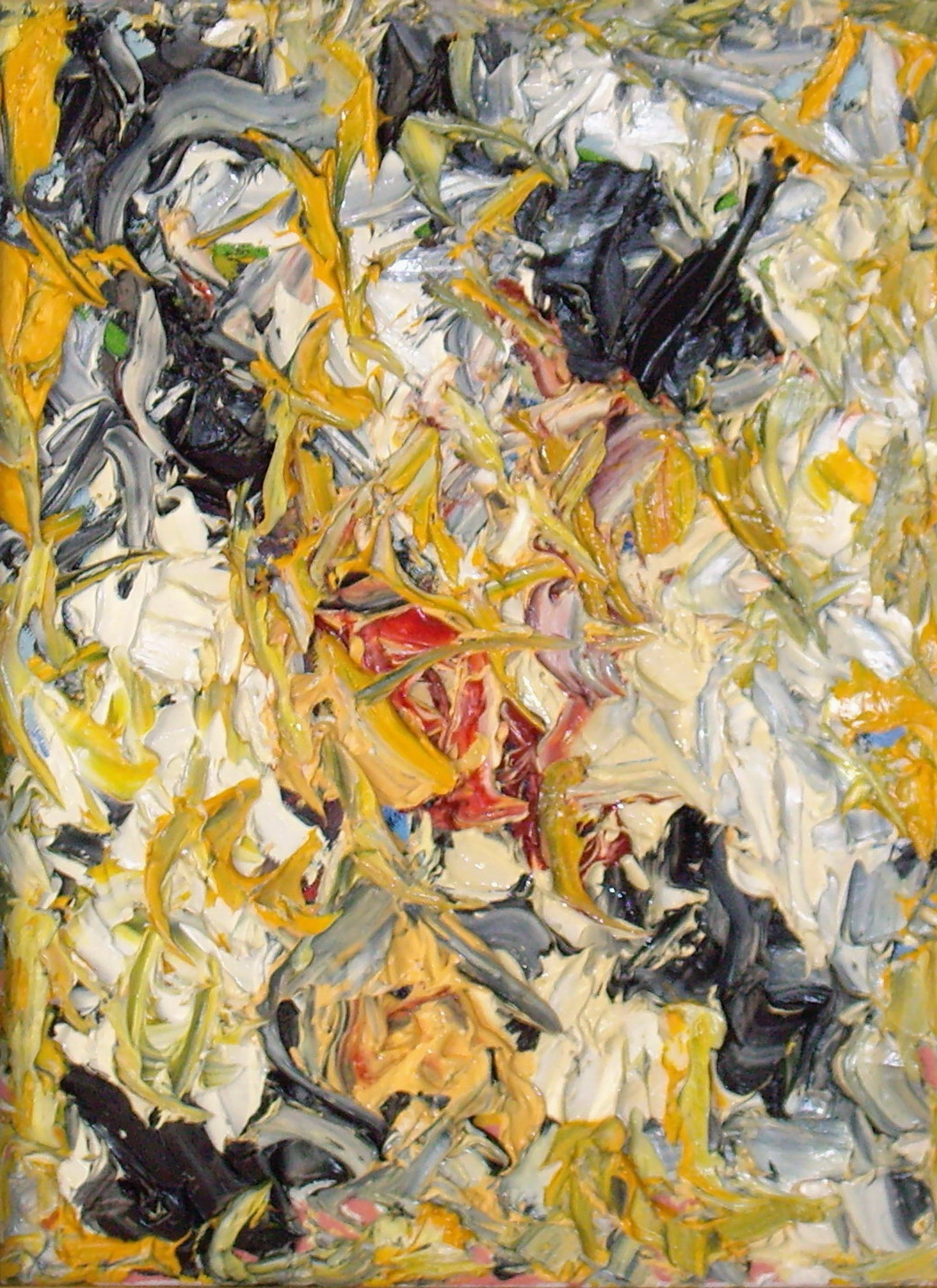
Fiori d'arancio par Gaetano D'Alessandro (2010)

- Tropico del Capricorno, 2008
- Terra di luna, 2009
- Entalpia, 2009
- Canti d'ombra, 2009
- Pioggia del cuore, 2009
- Anima nuda, 2010
- Dopo la tempesta, 2010
- Fiori d'acqua, 2010
- Farfalle crepuscolari, 2010
- Petali di luna, 2010
- Perle di rosa, 2010
- Fiori d'arancio, 2010Fiori d'arancio par Gaetano D'Alessandro (2010)
- Stella di mare, 2010
- La porta del sole, 2010
- Mare di silenzio, 2010
- Giardino d'inverno, 2010
- Braci di seta, 2010
- Nero, 2010